# Санта Ђустина (Ферара)
Санта Ђустина је насеље у Италији у округу Ферара, региону Емилија-Ромања.
Према процени из 2011. у насељу је живело 33 становника. Насеље се налази на надморској висини од -2 м.